# Stanisław Orłowski (1893–1944)
Stanisław Zygmunt Orłowski (ur. 1 grudnia 1893 w Gonkowicach, zm. 23 września 1944 w Perth) – podpułkownik dyplomowany piechoty Wojska Polskiego.

## Życiorys
Urodził się 1 grudnia 1893 w Gonkowicach w powiecie piotrkowskim. 
Po zakończeniu I wojny światowej został przyjęty do Wojska Polskiego z byłych Korpusów Wschodnich i byłej armii rosyjskiej. Został awansowany na stopień porucznika piechoty ze starszeństwem z dniem 1 czerwca 1919. W 1923 był oficerem 85 pułku piechoty. Następnie awansowany na stopień kapitana piechoty ze starszeństwem z dniem 15 sierpnia 1924. Odbył Kurs Normalny 1924–1926 w Wyższej Szkoły Wojennej w Warszawie. 11 października 1926, po ukończeniu kursu i otrzymaniu dyplomu naukowego oficera Sztabu Generalnego, został przydzielony do 21 Dywizji Piechoty Górskiej w Bielsku. W listopadzie 1928 został przeniesiony do Biura Ogólno-Organizacyjnego Ministerstwa Spraw Wojskowych. W 1932 pełnił służbę na stanowisku szefa Ekspozytury Nr 5 Oddziału II Sztabu Generalnego we Lwowie. W styczniu 1934 znajdował się w dyspozycji szefa Departamentu Piechoty MSWojsk. 4 lutego 1934 został mianowany majorem ze starszeństwem z 1 stycznia 1934 i 25. lokatą w korpusie oficerów piechoty. W 1936 razem z kpt. Bruno Grajkiem ukończył IV kurs techniczno-strzelecki w Centrum Wyszkolenia Piechoty w Rembertowie. We wrześniu tego roku był przewidziany na wypadek mobilizacji na stanowisko szefa Wydziału Wywiadowczego Oddziału II Sztabu Armii „Podole”. 25 października 1937 został mianowany kierownikiem Samodzielnego Referatu „P” w Wydziale III Planowania Oddziału II SG. Na początku 1939 był przewidziany na stanowisko szefa Oddziału II Sztabu Armii „Wołyń”.
Podczas II wojny światowej był podpułkownikiem dyplomowanym Polskich Sił Zbrojnych. Zmarł 23 września 1944 i został pochowany na cmentarzu Wellshill w Perth w Szkocji.

## Ordery i odznaczenia
- Krzyż Walecznych[20]
- Srebrny Krzyż Zasługi – 18 marca 1932 „za zasługi na polu bezpieczeństwa wojska”[21]
- Krzyż Zasługi Wojsk Litwy Środkowej[20]